# Carmelita Geraghty
Pour les articles homonymes, voir Geraghty.
Carmelita Geraghty est une actrice américaine du cinéma muet et une artiste peintre, née le 21 mars 1901 à Rushville (Indiana) et morte le 7 juillet 1966 à Manhattan.

## Enfance
Son père, Tom Geraghty, est scénariste et ses frères, Maurice et Gerard, écrivains.
Bien que née en Indiana, elle est principalement éduquée à New York avant d'être diplômée de la Hollywood High School. Contrairement aux souhaits de ses parents et de son père en particulier, qui met du temps à l'approuver, elle souhaite devenir actrice de cinéma.

## Carrière
Sa carrière commence dans les années 1920, où elle est figurante sous un faux nom avant ses vrais débuts. Elle est l'une des WAMPAS Baby Stars de 1924 et devient vite une abonnée des premiers rôles féminins.
Dans la critique d'un de ses premiers films, le New York Times considère que le jeu de Carmelita Geraghty « était le seul qui méritait d'être mentionné. Elle a de jolis yeux et serait capable de faire forte impression dans un film plus dramatique fait pour la lancer. ».
À l'apparition du cinéma parlant, la carrière de Carmelita Geraghty vacille. Ses rôles deviennent de plus en plus réduits jusqu'à son retrait du cinéma, après Manhattan Butterfly (1935), son dernier film.
Dix ans après avoir quitté l'industrie cinématographique, elle devient une artiste peintre accomplie. Son œuvre, inspirée par l'impressionnisme, est exposée à Paris à la fin de sa vie.
Elle se marie le 1er mai 1934 avec Carey Wilson, écrivain et producteur à la MGM. Leur mariage prend fin avec le décès de celui-ci en 1962. Il avait notamment travaillé pour des séries de films faisant vivre le Docteur Kildare et Andy Hardy (André Hardy dans les versions françaises).
Carmelita Geraghty meurt en 1966 d'une attaque cardiaque au Lombardy Hotel de Manhattan à l'âge de 65 ans.

## Filmographie partielle
- 1923 : Les Deux Gosses (Jealous Husbands), de Maurice Tourneur : Carmen Inez
- 1923 : Black Oxen réalisé par Frank Lloyd
- 1924 : High Speed de Herbert Blaché
- 1925 : Le Jardin du plaisir (The Pleasure Garden), d'Alfred Hitchcock : Jill Cheyne
- 1925 : My Lady of Whims, de Dallas M. Fitzgerald : Wayne Leigh
- 1926 : Josselyn's Wife, de Richard Thorpe : Flo
- 1927 : The Last Trail de Lewis Seiler
- 1927 : My Best Girl de Sam Taylor : Elizabeth Johnson (Liz)
- 1927 : La Sirène de Venise (Venus of Vence) de Marshall Neilan
- 1927 : The Girl from Everywhere d'Edward F. Cline
- 1928 : South of Panama de Charles J. Hunt
- 1928 : The Good-Bye Kiss de Mack Sennett
- 1929 : After the Fog, de Leander de Cordova
- 1929 : Paris Bound d'Edward H. Griffith
- 1929 : La Dame de cœur de Reginald Barker
- 1929 : This Thing Called Love
- 1930 : Men Without Law de Louis King
- 1930 : What Men Want d'Ernst Laemmle
- 1931 : Fifty Million Frenchmen, de Lloyd Bacon : Marcelle Dubrey
- 1931 : The Devil Plays de Richard Thorpe : Rita Kane
- 1931 : Graft de Christy Cabanne
- 1935 : Manhattan Butterfly de Lewis D. Collins